# 張翰翀
張翰翀，字鵬搖，河南河南府盧氏縣人，明朝政治人物、賜特用出身。
崇禎三年（1630年）中舉人，崇禎十三年（1640年）殿試乙榜，崇禎十五年（1642年）壬午科賜特用出身，歷官確山知縣、睢陳兵備副使、河南按察使司副使。